# Григорий Федотов
Григорий Федотов е съветски футболист и треньор. Дългогодишен капитан на ЦСКА Москва и рекордьор по отбелязани голове за клуба – 128. Синът му, Владимир, също е играч на армейския клуб. Григорий е носител на ордена за труд „Червено знаме“.
Григорий Федотов е първият футболист с отбелязани 100 гола във Висшата лига на СССР. На негово име е кръстен клубът на голмайсторите в съветския и руски футбол.

## Кариера
Още от детска възраст се запалва по футбола. Когато постъпва във ФЗУ, участва в демонстративен мач между отборите на Глухово и Електростал. Глухово побеждава с 4:1, а Григорий вкарва първият гол. Тогава той е забелязван от заводския отбор Серп и Молот. Отборът участва във втория ешелон на СССР през 1936 г., когато за първи път е организирано национално първенство. В пролетния полусезон Федотов вкарва 4 гола, а наесен добавя още няколко попадения и помага на отбора си да се класира за елитната дивизия. Вече под името Металург, тимът завършва пети в клас „А“, а Федотов се разписва 5 пъти в 8 мача. Същата година играе в неофициални мачове за Спартак Москва, като в състава на „червено-белите“ печели работническата Олимпиада в Антверпен и Световната клубна купа на работниците в Париж.
През 1938 г. преминава в ЦДКА Москва. Отборът от средняк става един от претендентите за титлата, а резултатността му се покачва четворно благодарение на Федотов. Нападателят бързо се превръща в голямата звезда на тима и през 1939 и 1940 г. става голмайстор на Шампионата на СССР. На 27 октомври 1940 г. в мач срещу Спартак получава сериозна травма на ръката, от която не се възстановява до края на живота си.
По време на Втората световна война е изпратен в тила и се занимава с евакуация и охраняване на обекти. През 1943 г. става шампион на Москва в подновеното градско първенство. През 1944 г. е подновена Купата на СССР, където ЦДКА достига финал. Федотов играе със счупени пищяли и на двата крака, но армейците губят трофея от Зенит.
След като и първенството е подновено, Григорий е избран за капитан на „армейците“. Заедно с Всеволод Бобров, Валентин Николаев, Владимир Дьомин и Алексей Гринин съставят атомно нападение и отборът редовно побеждава с по 6 – 7 гола разлика. ЦДКА жъне успех след успех и се превръща в най-силния съветски отбор в края на 40-те години. На тима е дадено прозвището „Отборът на лейтенантите“. С ЦДКА Федотов печели три титли на съюза и две национални купи. Той е и първият футболист, вкарал 100 гола в първенството. След края на сезон 1949 слага край на кариерата си поради контузии.
След като спира с футбола, Федотов е помощник-треньор на Борис Аркадиев в ЦДСА преди отбора да се разпадне през 1952. От 1954 до смъртта си през 1957 отново работи във възобновения ЦДСА.

## Памет
В памет на Григорий Федотов ЦСКА кръщава на него приза за най-резултатен отбор през сезона. В края на 60-те години е основан Клуб Григорий Федотов, в който членуват играчи, отбелязали 100 и повече гола за съветски или руски отбор. Стадионът на ЦСКА Песчанка известно време носи името на нападателя. Планира се новата арена на армейците също да се казва „Григорий Федотов“, но впоследствие стадионът е кръстен „ВЕБ Арена“.
В родното село на футболиста Глухово има музей на Федотов, а до местния стадион е изграден негов паметник.

## Успехи

### Клубни
„ЦДКА (Москва)“
- Шампион на СССР (3): 1946, 1947, 1948
- Вицешампион на СССР (2): 1945, 1949
- Носител на Купата на СССР (2): 1945, 1948
- Финалист в Купата (4): 1944
- Шампион на Москва – 1943 (не се играе шампионат на СССР)

„Серп и Молот (Москва)“
- Съветска Първа лига (1): 1936 (есен)
- Победител в работническата Олимпиада на „Световното изложение“ в Париж, Франция: 1937 (2 мача-2 гола)
- Световна клубна работническа купа на „III Световна Олимпиада за работници-спортисти“ в Антверпен, Белгия: 1937 (4 мача-4 гола)

### Индивидуални
- Голмайстор на Шампионата на СССР (2): 1939 (21 гола), 1940 (21 гола)
- В списъка на най-добрите за сезона (2): № 1 – 1938, № 3 – 1948
- Първият футболист в съветския шампионат със 100 гола
- Рекордьор по отбелязани хеттрикове в съветската Висша лига – 12
- Заслужил майстор на спорта на СССР: 1940
- Орденом „Трудовое Красное Знамя“: 1957